# Championnat du Brésil de football de deuxième division 2020
 (décembre 2019).
Si vous disposez d'ouvrages ou d'articles de référence ou si vous connaissez des sites web de qualité traitant du thème abordé ici, merci de compléter l'article en donnant les références utiles à sa vérifiabilité et en les liant à la section « Notes et références ».
Navigation
Série B 2019 Série B 2021
La saison 2020 de Série B est la quarantième édition de la deuxième division de football du Brésil, qui constitue le deuxième échelon national du football brésilien et oppose vingt clubs professionnels, à savoir les douze clubs ayant terminé entre la 5e et la 16e place lors de la Série B 2019, ainsi que quatre clubs relégués de Série A 2019 et quatre clubs promus de Série C.

## Compétition

### Règlement
L'article 12 du chapitre III du règlement général des compétitions de la CBF définit la distribution des points tel que suit :
- 3 points en cas de victoire
- 1 point en cas de match nul
- 0 point en cas de défaite

En cas d'égalité, l'article 9 du chapitre IV du règlement spécifique à la Série B de la CBF départage les équipes selon les critères suivants dans cet ordre :
- Nombre de matchs gagnés
- Différence de buts générale
- Nombre de buts marqués
- Confrontations directes : Le match aller et le match retour sont alors considérés comme un seul et unique match de 180 minutes. En cas d'égalité sur l'ensemble de ces deux matches, il n'est pas donné d'avantage au plus grand nombre de buts marqués à l'extérieur et on procède alors à l'examen des critères suivants.
- Nombre de cartons rouges reçus
- Nombre de cartons jaunes reçus
- Tirage au sort

## Participants
| Club                               | Ville          | État              | Stade             | Capacité | Entraîneur          | Clt 2019 |
| ---------------------------------- | -------------- | ----------------- | ----------------- | -------- | ------------------- | -------- |
| Cruzeiro Esporte Clube             | Belo Horizonte | Minas Gerais      | Mineirão          | 57 483   | Luiz Felipe Scolari | 17e      |
| Centro Sportivo Alagoano           | Maceió         | Alagoas           | Rei Pelé          | 17 126   | Mozart              | 18e      |
| Associação Chapecoense de Futebol  | Chapecó        | Santa Catarina    | Arena Condá       | 22 600   | Umberto Louzer      | 19e      |
| Avaí Futebol Clube                 | Florianópolis  | Santa Catarina    | Ressacada         | 17 800   | Claudinei Oliveira  | 20e      |
| América Futebol Clube              | Belo Horizonte | Minas Gerais      | Independência     | 23 018   | Lisca               | 5e       |
| Paraná Clube                       | Curitiba       | Paraná            | Vila Capanema     | 20 083   | Márcio Coelho       | 6e       |
| Clube de Regatas Brasil            | Maceió         | Alagoas           | Rei Pelé          | 17 126   | Roberto Fernandes   | 7e       |
| Cuiabá Esporte Clube               | Cuiabá         | Mato Grosso       | Arena Pantanal    | 44 000   | Allan Aal           | 8e       |
| Botafogo Futebol Clube             | Ribeirão Preto | São Paulo         | Santa Cruz        | 29 292   | Moacir Júnior       | 9e       |
| Operário Ferroviário Esporte Clube | Ponta Grossa   | Paraná            | Germano Krüger    | 10 632   | Matheus Costa       | 10e      |
| Associação Atlética Ponte Preta    | Campinas       | São Paulo         | Moisés Lucarelli  | 19 728   | Fábio Moreno        | 11e      |
| Esporte Clube Vitória              | Salvador       | Bahia             | Barradão          | 35 000   | Rodrigo Chagas      | 12e      |
| Guarani Futebol Clube              | Campinas       | São Paulo         | Brinco de Ouro    | 19 728   | Felipe Conceição    | 13e      |
| Grêmio Esportivo Brasil            | Pelotas        | Rio Grande do Sul | Bento Freitas     | 18 000   | Cláudio Tencati     | 14e      |
| Oeste Futebol Clube                | Barueri        | São Paulo         | Arena Barueri     | 31 452   | Rooberto Cavalo     | 15e      |
| Figueirense Futebol Clube          | Florianópolis  | Santa Catarina    | Orlando Scarpelli | 19 584   | Jorginho            | 16e      |
| Clube Náutico Capibaribe           | Recife         | Pernambuco        | Aflitos           | 22 856   | Hélio dos Anjos     | 1er      |
| Sampaio Corrêa Futebol Clube       | São Luís       | Maranhão          | Castelão          | 40 149   | Léo Condé           | 2e       |
| Esporte Clube Juventude            | Caxias do Sul  | Rio Grande do Sul | Alfredo Jaconi    | 19 924   | Pintado             | 3e       |
| Associação Desportiva Confiança    | Aracaju        | Sergipe           | Batistão          | 15 586   | Daniel Paulista     | 4e       |

### Classement
| Rang | Équipe               | Pts | J  | G  | N  | P  | Bp | Bc | Diff |
| ---- | -------------------- | --- | -- | -- | -- | -- | -- | -- | ---- |
| 1    | Chapecoense R        | 73  | 38 | 20 | 13 | 5  | 42 | 21 | +21  |
| 2    | América Mineiro      | 73  | 38 | 20 | 13 | 5  | 43 | 23 | +20  |
| 3    | Juventude P          | 61  | 38 | 17 | 10 | 11 | 52 | 42 | +10  |
| 4    | Cuiabá               | 61  | 38 | 17 | 10 | 11 | 48 | 40 | +8   |
| 5    | CSA R                | 58  | 38 | 16 | 10 | 12 | 50 | 37 | +13  |
| 6    | Sampaio Corrêa P     | 57  | 38 | 17 | 6  | 15 | 50 | 38 | +12  |
| 7    | Ponte Preta          | 57  | 38 | 16 | 9  | 13 | 54 | 49 | +5   |
| 8    | Operário Ferroviário | 57  | 38 | 15 | 12 | 11 | 40 | 34 | +6   |
| 9    | Avaí R               | 55  | 38 | 16 | 7  | 15 | 47 | 49 | -2   |
| 10   | CRB                  | 52  | 38 | 15 | 7  | 16 | 48 | 47 | +1   |
| 11   | Cruzeiro (-6) R      | 49  | 38 | 14 | 13 | 11 | 39 | 32 | +7   |
| 12   | Brasil de Pelotas    | 49  | 38 | 11 | 16 | 11 | 31 | 33 | -2   |
| 13   | Guarani              | 48  | 38 | 13 | 9  | 16 | 41 | 48 | -7   |
| 14   | Vitória              | 48  | 38 | 11 | 15 | 12 | 45 | 45 | 0    |
| 15   | Confiança P          | 46  | 38 | 12 | 10 | 16 | 38 | 46 | -8   |
| 16   | Náutico P            | 44  | 38 | 10 | 14 | 14 | 35 | 42 | -7   |
| 17   | Figueirense          | 39  | 38 | 9  | 12 | 17 | 35 | 49 | -14  |
| 18   | Paraná               | 37  | 38 | 9  | 10 | 19 | 34 | 50 | -16  |
| 19   | Botafogo (SP)        | 34  | 38 | 8  | 10 | 20 | 26 | 39 | -13  |
| 20   | Oeste                | 29  | 38 | 7  | 8  | 23 | 28 | 60 | -32  |

| Légende : Qualifications et relégations | Légende : Qualifications et relégations                     |
| --------------------------------------- | ----------------------------------------------------------- |
|                                         | 1er, 2e, 3e et 4e du championnat : Promotion en Série A     |
|                                         | 17e, 18e, 19e et 20e du championnat : Relégation en Série C |
|                                         | R : Relégué de Série A P : Promu de Série C                 |

### Résultats
|             | AMM | AVA | BRP | BPE | CHA | CON | CRB | CRU | CSA | CUI | FIG | GUA | JUV | NAU | OES | OPG | PAR | PON | SAM | VIT |
| ----------- | --- | --- | --- | --- | --- | --- | --- | --- | --- | --- | --- | --- | --- | --- | --- | --- | --- | --- | --- | --- |
| AMM         | —   | 2–1 | 1–1 | 3–1 | 2–2 | 2–1 | 1–0 | 1–2 | 2–1 | 0–1 | 0–1 | 0–0 | 2–1 | 2–0 | 2–1 | 1–1 | 1–0 | 1–1 | 2–1 | 4–0 |
| Avaí        | 1–0 | —   | 0–1 | 2–1 | 0–2 | 1–0 | 0–1 | 1–1 | 1–1 | 0–2 | 1–0 | 2–1 | 5–2 | 3–1 | 0–3 | 2–0 | 2–1 | 0–1 | 2–5 | 2–2 |
| BRP         | 1–2 | 0–1 | —   | 0–1 | 3–0 | 2–0 | 1–2 | 0–1 | 1–3 | 1–1 | 0–1 | 0–1 | 1–1 | 1–1 | 1–1 | 0–1 | 1–0 | 2–1 | 2–1 | 2–1 |
| BPE         | 0–0 | 0–1 | 0–0 | —   | 0–1 | 1–0 | 2–1 | 1–0 | 1–1 | 3–0 | 0–0 | 3–1 | 2–1 | 2–1 | 1–1 | 0–0 | 1–1 | 1–1 | 0–0 | 0–1 |
| Chape       | 0–0 | 1–0 | 1–0 | 0–0 | —   | 3–1 | 3–2 | 0–1 | 0–0 | 1–0 | 2–1 | 2–0 | 1–0 | 0–0 | 0–0 | 1–0 | 2–0 | 1–0 | 1–0 | 1–1 |
| Confiança   |     | 2–2 | 1–0 | 1–1 | 0–2 | —   | 1–0 | 1–1 | 1–5 | 2–0 | 1–1 | 1–0 | 0–1 | 2–0 | 3–1 | 1–2 | 2–2 | 1–2 | 0–1 | 1–0 |
| CRB         | 0–0 | 3–1 | 1–0 | 1–0 | 0–1 | 2–0 | —   | 0–0 | 0–0 | 4–1 | 5–1 | 2–0 | 0–1 | 2–1 | 1–0 | 4–1 | 0–2 | 1–0 | 2–2 | 2–2 |
| Cruzeiro    | 1–2 | 0–1 | 2–1 | 4–1 | 0–1 | 1–2 | 1–1 | —   | 1–1 | 0–0 | 1–1 | 3–3 | 0–0 | 0–0 | 0–1 | 2–1 | 2–0 | 3–0 | 1–2 | 1–0 |
| CSA         | 0–1 | 1–1 | 1–0 | 1–1 | 0–1 | 1–1 | 0–2 | 3–1 | —   | 1–2 | 3–0 | 1–0 | 3–2 | 3–1 | 2–1 | 1–0 | 4–0 | 2–1 | 2–1 | 3–0 |
| Cuiabá      | 0–0 | 2–1 | 2–0 | 0–0 | 2–1 | 1–0 | 3–0 | 1–0 | 0–1 | —   | 0–0 | 4–0 | 1–0 | 1–0 | 3–0 | 2–0 | 3–3 | 2–1 | 1–3 | 3–3 |
| Figueirense | 1–2 | 2–0 | 0–0 | 3–0 | 0–0 | 0–0 | 2–0 | 0–1 | 0–0 | 1–0 | —   | 2–2 | 1–1 | 2–0 | 4–1 | 0–1 | 0–1 | 2–7 | 1–2 | 0–0 |
| Guarani     | 0–1 | 2–1 | 2–1 | 0–0 | 2–0 | 1–0 | 3–1 | 2–3 | 2–1 | 1–0 | 2–2 | —   | 0–1 | 1–2 | 1–1 | 3–0 | 1–2 | 1–1 | 1–1 | 1–2 |
| Juventude   | 0–0 | 3–0 | 0–0 | 1–2 | 1–1 | 3–1 | 2–1 | 1–0 | 1–0 | 1–1 | 2–1 | 1–0 | —   | 1–0 | 2–2 | 1–0 | 5–0 | 2–1 | 2–3 | 1–1 |
| Náutico     | 0–0 | 2–2 | 3–1 | 1–0 | 1–1 | 0–1 | 1–1 | 1–1 | 1–1 | 2–0 | 1–0 | 2–0 | 3–3 | —   | 4–1 | 0–0 | 2–1 | 0–2 | 1–0 | 0–0 |
| Oeste       | 1–1 | 0–2 | 0–1 | 2–1 | 0–0 | 0–1 | 1–2 | 0–0 | 2–1 | 0–2 | 2–1 | 0–1 | 1–3 | 0–1 | —   | 0–1 | 1–0 | 1–3 | 0–3 | 2–1 |
| Operário    | 0–1 | 1–1 | 0–0 | 2–1 | 0–0 | 1–1 | 3–2 | 0–1 | 3–0 | 1–1 | 3–1 | 1–2 | 3–0 | 3–1 | 2–0 | —   | 1–0 | 1–0 | 1–1 | 1–1 |
| Paraná      | 0–1 | 1–0 | 1–1 | 0–1 | 1–1 | 1–1 | 2–0 | 0–0 | 2–0 | 0–2 | 0–2 | 1–2 | 3–1 | 0–0 | 4–0 | 0–0 | —   | 2–1 | 0–0 | 1–4 |
| PON         | 0–1 | 1–2 | 1–0 | 1–1 | 0–5 | 2–1 | 3–1 | 2–1 | 2–1 | 2–2 | 2–1 | 2–0 | 1–3 | 2–0 | 1–0 | 1–1 | 2–1 | —   | 1–1 | 3–3 |
| SAM         | 1–0 | 0–1 | 2–0 | 0–1 | 1–3 | 1–3 | 3–0 | 0–1 | 1–0 | 3–0 | 3–0 | 0–1 | 0–1 | 2–1 | 1–0 | 0–1 | 2–1 | 1–2 | —   | 2–1 |
| Vitória     | 1–2 | 1–2 | 1–0 | 0–0 | 0–0 | 2–3 | 2–1 | 0–1 | 0–1 | 4–2 | 3–0 | 1–1 | 1–0 | 0–0 | 3–1 | 1–1 | 1–0 | 0–0 | 1–0 | —   |

## Bilan de la saison
| Tableau d'honneur                                  | |
| Champion                                           | Associação Chapecoense de Futebol                                                                                     |
| Promus en Championnat du Brésil de football 2021   | Associação Chapecoense de Futebol América Futebol Clube (Belo Horizonte) Esporte Clube Juventude Cuiabá Esporte Clube |
| Relégués en Championnat du Brésil de football D3   | Figueirense Futebol Clube Paraná Clube Botafogo Futebol Clube (Ribeirão Preto) Oeste Futebol Clube                    |
| Équipes qui arrivent en Série B                    | |
| Relégués de Championnat du Brésil de football 2020 | Club de Regatas Vasco da Gama Goiás Esporte Clube Coritiba Foot Ball Club Botafogo de Futebol e Regatas               |
| Promus de Championnat du Brésil de football D3     | Vila Nova Futebol Clube Clube do Remo Brusque Futebol Clube Londrina Esporte Clube                                    |